# Jean Leclercq (Theologe)
Jean Leclercq OSB (* 31. Januar 1911 in Avesnes; † 27. Oktober 1993 in Clerf) war ein Benediktiner, Historiker und Mediävist.

## Leben und Werk
Leclercq trat 1928 in die 1909 gegründete Benediktinerabtei St. Mauritius und St. Maurus in Clerf, Großherzogtum Luxemburg, ein. Er studierte in Paris bei Henri-Xavier Arquillière (1883–1956), Charles Samaran, Louis Halphen und Étienne Gilson und wurde 1939 am Institut Catholique de Paris promoviert mit der Schrift Jean de Paris et l’ecclésiologie du XIIIème siècle. 50 Jahre lang publizierte er zahlreiche Bücher zum christlichen Mittelalter, zum Mönchtum und zu Bernhard von Clairvaux. Auf sein Buch Pierre le Vénérable (1946) geht die Unterscheidung zwischen monastischer und scholastischer Theologie zurück. Aus seinem berühmtesten Buch (Wissenschaft und Gottverlangen. Zur Mönchstheologie des Mittelalters, 1957, deutsch 1963) zitierte Papst Benedikt XVI. am 12. September 2008 in seiner Rede im Collège des Bernardins in Paris. Dom Leclerq war Ehrendoktor der Universitäten Mailand (1950), Löwen (1962), Western Michigan University in Kalamazoo (1974) und des Pontifical Institute of Medieval Studies der University of Toronto (1990). Seit 1969 war er korrespondierendes Mitglied der British Academy.
Jean Leclercq darf nicht verwechselt werden mit dem gleichnamigen Philosophen (* 1966).

## Werke

### Bernhard von Clairvaux
- Saint Bernard mystique, Paris, Desclée de Brouwer, 1948 (494 Seiten).
- (Hrsg. mit Charles Hugh Talbot und Henri Rochais) S. Bernardi Opera, Rom, Editiones Cistercienses, 1957–1977.
  - 1–2. Sermones super Cantica canticorum, 2 Bde., 1957–1958.
  - 3. Tractatus et opuscula ad fidem codicum recensuerunt, 1963.
  - 4–6. Sermones, 3 Bde., 1966–1972.
  - 7–8. Epistolae, 2 Bde., 1974–1977.
  - (französische und italienische Übersetzung im Erscheinen)
- (Hrsg.) Saint Bernard, Sur les degrés d’humilité et d’orgueil. Traité de l’amour de Dieu. À la louange de la milice nouvelle, Namur, Soleil levant, 1958 (übersetzt von Élisabeth de Solms).
- (Hrsg.) Saint Bernard, Lettres choisies, Namur, Soleil levant, 1962 (übersetzt von Élisabeth de Solms).
- Recueil d’études sur Saint Bernard et ses écrits, 4 Bde., Rom, Edizioni di storia e letteratura1962–1987.
- St. Bernard et l’esprit cistercien, Paris, Seuil, 1966, 1990, 1998 (192 Seiten).
  - (italienisch) San Bernardo e lo spirito cistercense, Turin, Gribaudi, 1976.
  - (deutsch) Bernhard von Clairvaux. Entschiedenheit in Demut, hrsg. von Alberich Martin Altermatt, Freiburg, Paulus, 1991.
- Nouveau visage de Bernard de Clairvaux. Approches psycho-historiques, Paris, Cerf, 1976.
  - (englisch) A second look at Bernard of Clairvaux, Kalamazoo, Cistercian Publications, 1990.
- La Femme et les femmes dans l’œuvre de saint Bernard, Paris, Téqui, 1983.
  - (italienisch) La donna e le donne in San Bernardo, Mailand, Jaca, 1985.
  - (englisch) Women and Saint Bernard of Clairvaux, Kalamazoo, Cistercian Publications, 1989.
  - (spanisch) La mujer y las mujeres en la obra de San Bernardo, Zamora, Ediciones Monte Casino, 1997.
- Bernard de Clairvaux, Paris, Desclée de Brouwer, 1989 (165 Seiten).
  - (deutsch) Bernard van Clairvaux. Ein Mann prägt seine Zeit, München/Zürich/Wien, Neue Stadt, 1990, 2005, 2009.
  - (spanisch) San Bernardo. Monje y profeta (1090–1153), Madrid, Biblioteca de Autores Cristianos, 1990.
  - (katalanisch) Bernardo de Claraval, Valencia, Edicap, 1991.
  - (italienisch) Bernardo di Chiaravalle, Mailand, Vita e Pensiero, 1992.
  - (ungarisch) Clairvaux-i Szent Bernát, Budapest, Szent István Társulat, 1998; Budapest, Kairosz, 2006.

### Weitere Werke

#### Vor 1950
- Jean de Paris et l’ecclésiologie du XIIIe siècle, Paris, Vrin, 1942 (Johannes von Paris).
- (Übersetzer) Suger, Comment fut construit Saint-Denis, Paris, cerf, 1945 (Suger von Saint-Denis).
- (mit Jean-Paul Bonnes) Un maître de la vie spirituelle au XIe siècle, Jean de Fécamp, Paris, Vrin, 1946, 2000.
- Pierre le Vénérable, Saint-Wandrille, Seine-Inférieure, Éditions de Fontenelle, 1946.
  - (italienisch) Pietro il Venerabile, Mailand, Jaca, 1991.
- La spiritualité de Pierre de Celle 1115-1183, Paris, Vrin, 1946 (Petrus Cellensis).
- Le magistère du prédicateur au XIIIe siècle, Paris, Vrin, 1946.
  - (italienisch) Predicare nel Medioevo, Mailand, Jaca, 2001.
- La Vie parfaite. Points de vue sur l’essence de l’état religieux, Paris, Brepols, 1948.
  - (italienisch) La vita perfetta. Spunti sull’essenza dello stato religioso, Mailand, Ancora, 1961.
  - (spanisch) La vida perfecta. Consideraciones sobre la esencia del estado religioso, Barcelona, Herder, 1965.
- (Hrsg. und Übersetzer) Yves de Chartres, Correspondance, Paris, Les Belles Lettres, 1949 (Ivo von Chartres).

#### 1951–1960
- Un humaniste ermite, le Bienheureux Paul Giustiniani, 1476-1528, Rom, Edizioni Camaldoli, 1951.
  - (italienisch) Il beato Paolo Giustiniani, (1476–1528). Un umanista eremita, Frascati, Sacro Eremo Tuscolano, 1975.
  - (polnisch) Humanista-Eremita. Błogosławiony Paweł Giustiniani (1476–1528), Krakau, Tyniec, 2014.
- Seul avec Dieu. La Vie érémitique d’après la doctrine du bienheureux Paul Giustiniani, Paris, Plon, 1955 (Vorwort von Thomas Merton).
  - (italienisch) La dottrina del beato Paolo Giustiniani, Rom, Frascati, 1953; Il richiamo del deserto. La dottrina del beato Paolo Giustiniani, 1977; Il richiamo dell'eremo. La dottrina del beato Paolo Giustiniani, Bresseo di Teolo (PD), Scritti monastici, 2005.
  - (deutsch) Allein mit Gott. Das eremitische Leben nach der Lehre des seligen Paul Giustiniani, Sinzig, Sankt Meinrad Verlag, 1998.
  - (polnisch) Sam na sam z Bogiem. Zycie pustelnicze na podstawie doktryny błogosławionego Pawła Giustinianiego, Krakau, Tyniec, 2014.
- L’Amour des lettres et le désir de Dieu. Initiation aux auteurs monastiques du Moyen-Age, Paris, Cerf, 1957, 1963, 1990; 2008 (mit der Pariser Rede von Papst Benedikt XVI.).
  - (englisch) The love of learning and the desire for God. A study of monastic culture, New York, Cop, 1961, 1974, 1977, 1982, 1985, 1996, 2000, 2005.
  - (deutsch) Wissenschaft und Gottverlangen. Zur Mönchstheologie des Mittelalters, Düsseldorf, Patmos, 1963.
  - (italienisch) Cultura umanistica e desiderio di Dio. Studio sulla letteratura monastica del Medio Evo, Florenz, Sansoni, 1965, 1983, 1988, 2002.
  - (polnisch) Miłość nauki a pragnienie Boga, Krakau, Tyniec, 1997.
  - (spanisch) Cultura y vida cristiana. Iniciación a los autores monásticos medievales, Salamanca, Sígueme,  1965.
  - (spanisch) El amor a las letras y el deseo de Dios. Introducción a los autores monásticos de la Edad Media, Salamanca, Sígueme,  2009.
  - (slowenisch) Ljubezen do književnosti in hrepenenje po Bogu. Uvod v meniške avtorje srednjega veka, Ljubljana, Logos, 2011.
- L’Idée de la royauté du Christ au Moyen âge, Paris, Cerf, 1959.
- Saint Pierre Damien ermite et homme d’Eglise, Rom, Edizioni di storia e letteratura, 1960 (Petrus Damiani).
  - (italienisch) San Pier Damiano. Eremita e uomo di Chiesa, Brescia, Morcelliana, 1972.

#### 1961–1969
- (mit  Dom François Vandenbroucke und Louis Bouyer) Histoire de la spiritualité chrétienne. 2. La Spritualité du Moyen âge, Paris, Aubier, 1961; Cerf, 2011.
  - (italienisch)  La spiritualità del Medioevo. A, VI-XII secolo. Da S. Gregorio a S. Bernardo, Bologna, Dehoniane, 1969, 1986.
- Études sur le vocabulaire monastique du Moyen âge, Rom, Herder, 1961.
- La Liturgie et les paradoxes chrétiens, Paris, Cerf, 1963.
  - (spanisch) La liturgia y las paradojas cristianas, Bilbao, Mensajero, 1966.
  - (italienisch) La liturgia e i paradossi cristiani, Mailand, Paoline, 1967.
- Otia monastica. Etudes sur le vocabulaire de la contemplation au Moyen âge, Rom, Herder, 1963.
- Aux sources de la spiritualité occidentale. Etapes et constantes, Paris, Cerf, 1964.
  - (spanisch) Espiritualidad occidental. Fuentes, Salamanca, Sígueme, 1967.
  - (polnisch) U źródeł duchowości Zachodu. Etapy rozwoju i elementy stałe, Krakau, Tyniec, 2009.
- Témoins de la spiritualité occidentale, Paris, Cerf, 1965.
  - (spanisch) Espiritualidad occidental. Testigos, Salamanca, Sígueme, 1967.
- Chances de la spiritualité occidentale, Paris, Cerf, 1966.
- Aspects du monachisme hier et aujourd’hui, Paris, Source, 1968 (Sammelschrift).
- Vie religeuse et vie contemplative, Paris, Lethielleux, 1969 (Sammelschrift).
  - (spanisch) Vida religiosa y vida contemplativa, Bilbao, Mensajero, 1970.
  - (italienisch) Vita religiosa e vita contemplativa, Assisi, Cittadella, 1972.

#### Nach 1970
- Le Défi de la vie contemplative, Paris, Lethielleux, 1970 (Sammelschrift).
  - (spanisch) El Desafío de la vida contemplativa, Bilbao, Mensajero, 1971.
- Libérez les prisonniers. Du bon larron à Jean XXIII, Paris, Cerf, 1976.
- Monks and love in 12th-century France. Psycho-historical essays, Oxford, Clarendon, 1979.
  - (französisch)Le Mariage vu par les moines au XIIe siècle, Paris, Cerf, 1983.
  - (italienisch) I monaci e il matrimonio. Un’indagine sul XII secolo, Turin, SEI, 1984.
- L’Amour vu par les moines au xiie siècle, Paris, Cerf, 1983.
  - (italienisch) I monaci e l’amore nella Francia del XII secolo, Rom, Jouvence, 1984.
- Nouvelle page d’histoire monastique. Histoire de l’AIM (Aide inter-monastères) 1960–1985, Vanves, AIM, 1986.
  - (italienisch) Venticinque anni di storia monastica A.I.M. 1960–1985, Parma, Benedittina, 1988.
- (italienisch) Umanesimo e cultura monastica, Mailand, Jaca, 1989 (Sammelschrift).
- (italienisch) Esperienza spirituale e teologia. Alla scuola dei mistici medievali, Mailand, Jaca, 1990 (Sammelschrift).
- (italienisch) Il monachesimo occidentale oggi, Seregno, Abbazia san Benedetto, 1992.
  - (katalanisch) El Monaquisme occidental avui, Barcelona, Montserrat, 2008.
- (italienisch) Ossa humiliata. I, Frammenti di spiritualità monastica, Seregno, Abbazia San Benedetto, 1993.
- (italienisch) Momenti e figure di storia monastica italiana, hrsg. von Valerio Cattana, Cesena, Badia di Santa Maria del Monte, 1993 (679 Seiten).
- Regards monastiques sur le Christ au Moyen âge, Paris, Desclée de Brouwers/Mame, 1993, 2010.
  - (italienisch) La contemplazione di Cristo nel monachesimo medievale, Cinisello Balsamo, San Paolo, 1994.
  - (spanisch) Consideraciones monásticas sobre Cristo en la Edad Media, Bilbao, Desclée de Brouwer, 1999.
  - (polnisch) Chrystus w oczach średniowiecznych mnichów, Krakau, Tyniec, 2001.
- (italienisch) La figura della donna nel Medioevo, Mailand, Jaca, 1994.
- (italienisch) Il pensiero che contempla, Mailand, Jaca, 2013 (mit Würdigung).